# Павлик Тетяна Зіновіївна
Павлик Тетяна Зіновіївна (*24 травня 1965, Івано-Франківськ) — українська художниця, фотографка. Член Національної спілки художників України (1999), член Національної спілки фотохудожників України (2005).

## Життєпис
Закінчила у 1990 відділ оформлення та ілюстрації книги Український поліграфічний інститут ім. І. Федорова. Працює в галузі малярства книжкової та станкової графіки. Роботи — переважно натюрморти, пейзажі, портрети, ілюстрації. Основні твори: ілюстрації до книги Лесі Українки «Хвилі моєї туги» (1990); «Купальські чари» (1997); «Прихід» (1998); «Криниця для спраглих» (1998); «Сльоза скорботи» (2000).
Тетяна Павлик працює у досить складній техніці — акварель (та ще й «акварель по мокрому»). Ця техніка не дозволяє виправляти, переробляти картини як при використанні олійних, гуашевих або інших фарб. Картини акварельними фарбами малюються з першого разу, що вимагає точності, віртуозності і навіть розвинутої інтуїції.
З 1998 проводились персональні виставки у виставкових залах: (м. Івано-Франківськ 1998, 1999, 2002—2005, 2011, 2012), «Україна-99» (Мюнхен, Німеччина), (Київ, 1999, 2000, 2012) та багато інших.
Перша лауреатка всеукраїнської премії ім. М. Дерегуса в галузі графіки (1988). Отримала диплом І ступеня в галузі графіки виставки «Галичу — 1100» (Івано-Франківськ, 1998 р.). Удостоєна диплому ІІ ступеня за оформлення збірки лірики Лесі Українки «Хвилі моєї туги» (видавництво «Каменяр», Львів, 1990). На виставці-конкурсі «Під зіркою Вифлеєму — 2000 р.» (Одеса) здобула І премію в номінації графіки.